# Nieciecza
Nieciecza er en landsby i sydlige Polen, i województwo małopolskie, i powiat tarnowski, i gmina Żabno. Landsbyen ligger ca. 4 km nordvest for Żabno, 17 km nordvest for Tarnów, og ca. 66 km øst for regionens hovedstad Kraków. I 2012 var indbyggertallet i Nieciecza på 750 indbyggere.
Landsbyen blev kendt efter at fodboldholdet Termalica Bruk-Bet Nieciecza KS endte på 3.pladsen i Polens 1.division. i sæson 2012/2013. Fra Sæsonen 2015/2016 spiller fodboldholdet i den øverste polske fodboldrække.
50°09′N 20°51′Ø / 50.15°N 20.85°Ø